# William S. Stewart
Pour les articles homonymes, voir William Stewart et Stewart.
William Snodgrass Stewart   (13 février 1855-11 février 1938) est un homme politique municipal et provincial canadien de l'Île-du-Prince-Édouard. Il représente la circonscription de 5e Queens à l'Assemblée législative en tant que député conservateur de 1912 à 1914.

## Biographie
Né à Marshfield à l'Île-du-Prince-Édouard, il fait ses études au Collège Prince of Wales de Charlottetown, à l'Université Dalhousie et à l'Université McGill. Étudiant le droit avec Frederick Peters, futur premier ministre, il est nommé au barreau en 1883. Il s'installe d'abord pour pratiquer à Summerside davant de déménagé à Charlottetown. En 1892, il marie Annie Augusta, fille du député provinciale Henry Beer (en). Tentant d'être élu au niveau provincial en 1893 dans 3e Queens et en 1908 dans 2e Queens, ainsi qu'au niveau fédéral en 1900 dans Queen's Ouest contre Louis Henry Davies, il est constamment défait.
Élu en 1912, il entre au conseil exécutif en tant que ministre sans portefeuille du gouvernement de John Alexander Mathieson. Au début 1914, il accompagne Mathieson à Ottawa pour défendre la cause de l'île face au déclin de sa population. Il démissionne en 1914 pour devenir juge du comté de Queens. En 1920, il est nommé à la Admiralty Court. Retraité de la magistrature en 1930, il sert brièvement comme maire de Charlottetown de 1932 à 1934 où il meurt à l'âge de 82 ans.